# Allan Kaprow
Allan Kaprow (23 d'agost de 1927 - 5 d'abril de 2006) va ser un pintor dels Estats Units pioner a l'establiment dels conceptes d'art de performance.
Allan Kaprow va ajudar a desenvolupar les instal·lacions artístiques i els happenings cap a finals dels anys cinquanta i seixanta. Els seus happenings, prop de dos-cents, van anar evolucionant al llarg dels anys. Amb el temps, Kaprow va canviar la seva pràctica en el que ell va anomenar «Activitats», relacionant íntimament obres per a un o diversos jugadors i dedicades a l'examen de les conductes i hàbits quotidians d'una manera quasi indistingible de la vida ordinària. Alhora, la seva obra influeix en Fluxus, l'art de performance i la instal·lació artística.
Va estudiar composició amb John Cage a la seva famosa classe en la New School for Social Research, pintura amb Hans Hofmann i història de l'art amb Meyer Schapiro. Els treballs de Kaprow intenten integrar l'art i la vida. A través de happenings, la separació entre vida i art, i l'artista i el públic es torna borrosa. Va publicar extensament i va ser Professor emèrit al Departament d'Arts Visuals de la Universitat de Califòrnia, San Diego. Kaprow és conegut també per la idea d'un «no-art», que es troba en els seus assaigs Art que no pot ser art i L'educació del No-artista.